# Estació de Breda
L'Estació de Breda era una obra de Riells i Viabrea (Selva) actualment enderrocada.

## Descripció
L'estació de Breda forma part de la línia de ferrocarril Barcelona-Portbou, que dona servei a una bona part del pla de la Selva.
L'edifici enderrocat datava del 1910-14 i seguia un model habitual en moltes estacions d'aquesta línia. Era un edifici de tres cossos. El central, més gran, tenia tres plantes i els laterals, dues. A la planta baixa hi havia els diversos serveis de l'estació. La façana era de falsos maons, amb les obertures, de grans dimensions, d'arc rebaixat, emmarcades de blanc i amb guardapols. Va ser restaurada i es trobava en molt bon estat de conservació.
Al costat de la dreta hi havia una petita construcció on es trobaven els serveis. Enfront, a l'altre costat de la via de moment encara es conserva l'edifici de l'antic moll o magatzem, actualment en desús.

## Història
El 12 de juliol de 1860 passa la primera locomotora fent el trajecte Granollers - Hostalric. L'any 1914 es construeix l'estació del ferrocarril en l'emplaçament que ha tingut fins al 2005, en substitució de l'antiga que es trobava prop del pont. Va ser bastit per la M.Z.A. Compañia de Ferrocarriles Madrid-Zaragoza-Alicante. L'arribada del tren i l'establiment de l'estació va propiciar la creació del barri conegut com a veïnat de l'Estació.
L'edifici havia albergat una emissora de ràdio i un petit museu dedicat al ferrocarril situat en l'antiga sala d'espera, inaugurat el maig de 1990.
Inicialment es va anomenar estació de Breda. Després es va passar a dir Breda-Riells i Viabrea i el 1985 es va canviar el nom per Riells i Viabrea-Breda.
El 14 de desembre de 1996, l'estació va ser tancada al públic i, després d'haver estat funcionant durant nou mesos com a baixador, es va tornar a obrir el dia 8 de setembre de 1997.
L'edifici de 1914 va ser enderrocat el mes d'octubre de l'any 2005 a causa de les obres i el traçat del TAV.